# Alfred Séguin
Pour les articles homonymes, voir Séguin.
François Léo Séguin, dit Alfred Séguin, né le 22 novembre 1825 à Baignes-Sainte-Radegonde et mort le 24 octobre 1912 dans le 10e arrondissement de Paris, est un journaliste, romancier et auteur dramatique français.

## Biographie
En dehors de courtes notices parues en 1860 dans Les Olympiades de Robert-Victor, en 1877 et en 1887 dans le Catalogue général de la librairie française d'Otto Lorenz, on sait peu de chose sur Alfred Séguin. Fonctionnaire de l'administration des Contributions directes, il mena parallèlement à sa carrière administrative, une carrière de journaliste et d'hommes de lettres. Il avait 24 ans quand sa première pièce, Les deux étoiles, a été représentée en novembre 1859 mais ce n'est qu'en 1874, à près de 50 ans, qu'il publiera son premier roman.
On sait également qu'il s'est marié en avril 1869 avec la fille d'un manouvrier sarthois. Dans l'acte de mariage dressé par la mairie du 10e arrondissement, il se déclare comme auteur dramatique ce qui pourrait indiquer qu'il avait démissionné de son emploi de fonctionnaire ou plutôt qu'il avait préféré mettre en avant ses activités littéraires lors de l'accomplissement des formalités administratives préalables à la cérémonie.
A la fin des années 1890, Alfred Séguin cesse d'écrire et se retire alors à Saint-Mandé. Bien que ne publiant plus, il figure encore dans l’Annuaire des gens de lettres de 1905.

## Œuvres
Théâtre
- 1859 : Les Deux étoiles, comédie en 1 acte en vers, au théâtre de l'École Lyrique (15 novembre)
- 1860 : Une page de la vie d'Hoffmann, comédie en 1 acte, au théâtre de l'École Lyrique (24 janvier)
- 1860 : À bon chat, bon rat !, vaudeville-opérette en 1 acte, musique de Camille Michel, au théâtre des Délassements-Comiques (26 janvier). In-12 édité la même année chez Barbré à Paris.
- 1860 : Retour en Savoie, à-propos patriotique en 1 acte, au théâtre Beaumarchais (2 juillet)
- 1861 : Le Tambour d'Austerlitz, à-propos-vaudeville en 1 acte, au théâtre Montmartre (17 août)
- 1862 : Les Folies de Montmartre, vaudeville en 3 actes et 6 tableaux, au théâtre Montmartre (1er février)
- 1862 : Le Marin d'Honfleur, à-propos en 1 acte, au théâtre des Batignolles (15 août)
- 1863 : Le P'tit Nicole, ou la Peste au village, comédie en 2 actes, au théâtre des Batignolles (25 avril)
- 1863 : Paul et Virginie dans une mansarde, vaudeville en 1 acte, avec Perrot de Renneville, au théâtre des Champs-Élysées (14 juillet). Grand in-8 édité la même année chez Barbré à Paris.
- 1865 : Le Jour de l'An, vaudeville en 1 acte, au théâtre de Belleville (1er janvier). Grand in-8 édité la même année chez Barbré.
- 1865 : Le Rosier du roi, opérette en 1 acte, musique d'Ernest Claments, au théâtre des Batignolles (5 décembre)
- 1866 : Les Serments d'ivrogne, vaudeville en 1 acte, avec Victor Koning, au théâtre des Folies-dramatiques (novembre)
- 1867 : C'est la faute à Julie, vaudeville en 1 acte, avec Perrot de Renneville, au théâtre du Luxembourg (avril)
- 1867 : Les Hommes en grève, vaudeville en 4 actes, avec Édouard Hermil, au théâtre des Folies-Saint-Antoine (26 octobre)
- 1874 : Eh ! Coco ! Où vas-tu ? , folie-vaudeville en 3 actes, au théâtre de l'Alhambra (15 septembre)
- 1876 : La Petite Franchette, ou Tout est bien qui finit bien, comédie-vaudeville en 1 acte, au théâtre des Délassements-Comiques
- 1879 : Les Finesses de Pierrette, comédie en 1 acte. Pièce non représentée éditée chez C. Noblet à Paris.
- 1879 : Brouillés depuis vingt-quatre heures, folie-vaudeville en 1 acte, au théâtre de Château-Gontier (19 octobre)
- 1879 : Le Boudoir, comédie en 1 acte, avec Henri Crisafulli, au théâtre des Arts (3 novembre)
- 1880 : Une pluie de baisers, comédie en 1 acte. Pièce non représentée éditée chez Paul Ollendorff à Paris.
- 1890 : Laquelle ?, comédie en 1 acte, au théâtre du Gymnase (20 décembre)
- 1892 : Don Povero de la Cabana, drame en 4 actes, à la Salle de la rue Dombasle (4 novembre)
- 1896 : Un orage qui passe, comédie en 1 acte. Pièce non représentée parue dans La Semaine des familles du 10 septembre 1896.

Romans et nouvelles
- 1859 : Catherinette-Bon-Cœur, nouvelle parue dans Le Mousquetaire
- 1859 : Le Pavillon de chasse, nouvelle parue dans Le Diable boiteux
- 1859 : Ange et démon, nouvelle parue dans le Journal de tout le monde
- 1859 : L'Organiste de Chadury, nouvelle
- 1859 : Mon oncle Ignace, nouvelle
- 1861 : Un nuage rose, nouvelle parue dans le Bulletin de la Société des gens de lettres de novembre 1861
- 1865 : Le Manoir de Lutzen, nouvelle parue dans le Bulletin de la Société des gens de lettres de mai 1865
- 1866 : Les Premières Armes d'un diable, nouvelle parue dans le Bulletin de la Société des gens de lettres de mars 1866
- 1867 : Ce n'est pas un loup !, scène de la vie parisienne, nouvelle parue dans le Bulletin de la Société des gens de lettres de janvier 1867
- 1869 : La Femme au perroquet, roman en 3 parties
- 1872 : Le Premier Janvier chez M. et Madame Péponnet, nouvelle parue dans le Journal pour tous en janvier 1872
- 1872 : Les Trois Médecins, roman intime paru en feuilleton dans le Journal pour tous du 2 au 30 mars 1872
- 1874 : Bengali, ou les Fils du paria suivi de À vol d'oiseau, in-12°, Paris, librairie académique Didier & Cie
- 1877 : Paul et Mignonne, scènes de la vie parisienne, nouvelle parue dans le Bulletin de la Société des gens de lettres d'octobre 1877
- 1877 : Le Robinson noir, Paris, P. Ducrocq libraire-éditeur[8]. Réédité par L'Harmattan en 2013 avec une préface de Roger Little.
- 1877 : Le Talisman de Marguerite, nouvelle, in-12°, Paris, librairie académique Didier & Cie
- 1877 : Théâtre de jeunes gens, in-12°, Paris, T. Olmer
- 1879 : Le Courrier persan, Paris, J. Bonhoure & Cie
- 1881 : Les Millions de la comtesse, roman paru en feuilleton dans l'hebdomadaire Les Soirées littéraires du 6 février au 11 décembre 1881.
- 1884 : Une nuit en Hollande, nouvelle parue dans La Vie Populaire en mai 1884.
- 1885 : Les Anges du foyer, nouvelle parue dans Le Conseiller des Dames et des Demoiselles du 1er juillet 1885
- 1887 : Si j'étais grand ! ou le Rêve de Loîc Kercaradec, in-4°, Paris, Alcide Picard et Kaan
- 1887 : La Revanche de Léontine
- 1891 : Les Infortunes de Simonne, Paris, Alcide Picard et Kaan
- 1894 : Les Petits Coureurs des bois, Paris, Alcide Picard et Kaan
- 1897 : Lise, Lisette et Lison, Paris, A. Picard et Kaan
- 1897 : Les Promesses de Mlle Augustine, Paris, Alcide Picard et Kaan
- 1897 : Un remède héroîque, nouvelle parue dans Le Musée des familles du 19 juillet 1894
- 1898 : Un feu de paille, nouvelle parue dans le supplément littéraire illustré du Petit Parisien du 2 janvier 1898.

Varia
- 1860 : La Rose et la Pervenche, poème paru dans Les Olympades, album de l'Union des poètes, Paris, Amable Rigaud libraire-éditeur.
- 1862 : Rondes et Rondeaux chantés [...] dans les Folies de Montmartre, Paris, Dubois et E. Vert.
- 1869 : La Chrysalide, fable parue dans La Semaine des enfants le 2 octobre 1869.
- 1870 : L'Arbre généalogique de la Vierge, étude parue dans La Semaine des familles du 8 janvier 1870.
- 1871 : Paris ne mourra pas !, poème, Paris, P.-M. Cadoret imprimeur[9]
- 1872 : Payons ! Payons vite !, strophes en faveur de l'Oeuvre de la délivrance du territoire, parue dans le Journal pour tous en mars 1872
- 1872 : La Corredoira, récit de voyage paru dans La semaine des familles en mars 1872.

## Prix littéraires
- 1885 : Prix du Congrès littéraire, décerné par la Société des gens de lettres (29 décembre)
- 1886 : Prix Eugène Bonnemère, décerné par la Société des gens de lettres (20 décembre)
- 1887 : Prix Taylor, décerné par la Société des gens de lettres (19 décembre)

## Postérité
Si les pièces d'Alfred Séguin ne sont plus représentées depuis longtemps, son roman Le Robinson noir a rencontré un grand succès de librairie dès sa première édition en 1877. Il est régulièrement réédité depuis, la dernière fois en 2013 par les éditions de L'Harmattan. Dès 1879, il est traduit en anglais (The Black Crusoe) et depuis cette date tout aussi régulièrement réédité dans cette langue.